# Chironia peglerae
Chironia peglerae är en gentianaväxtart som beskrevs av David Prain. Chironia peglerae ingår i släktet Chironia och familjen gentianaväxter. Inga underarter finns listade i Catalogue of Life.